# Burgk
Burgk é uma localidade e antigo município da Alemanha localizado no distrito de Saale-Orla, estado da Turíngia. Desde dezembro de 2019, forma parte do município de Schleiz.

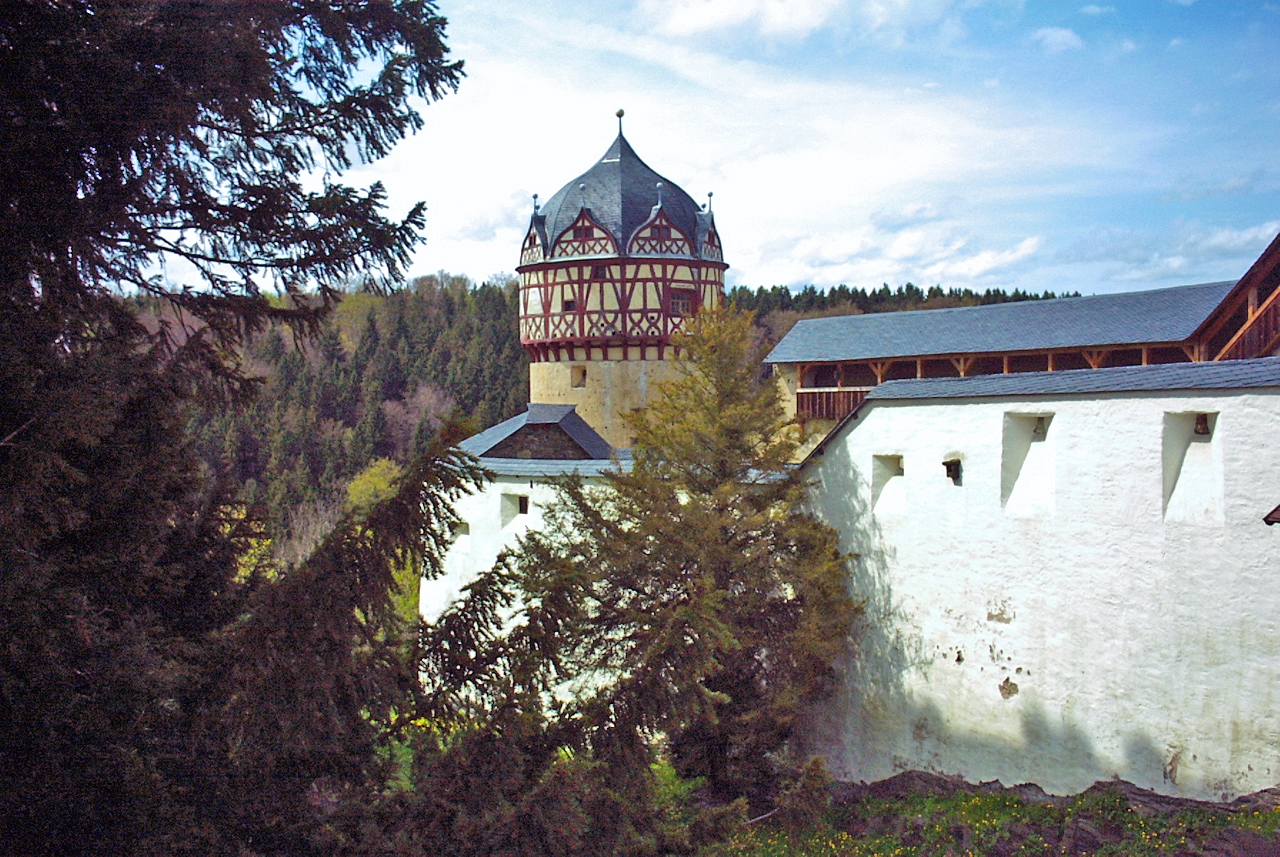
Castelo de Burgk